# Microsoft Display Dock

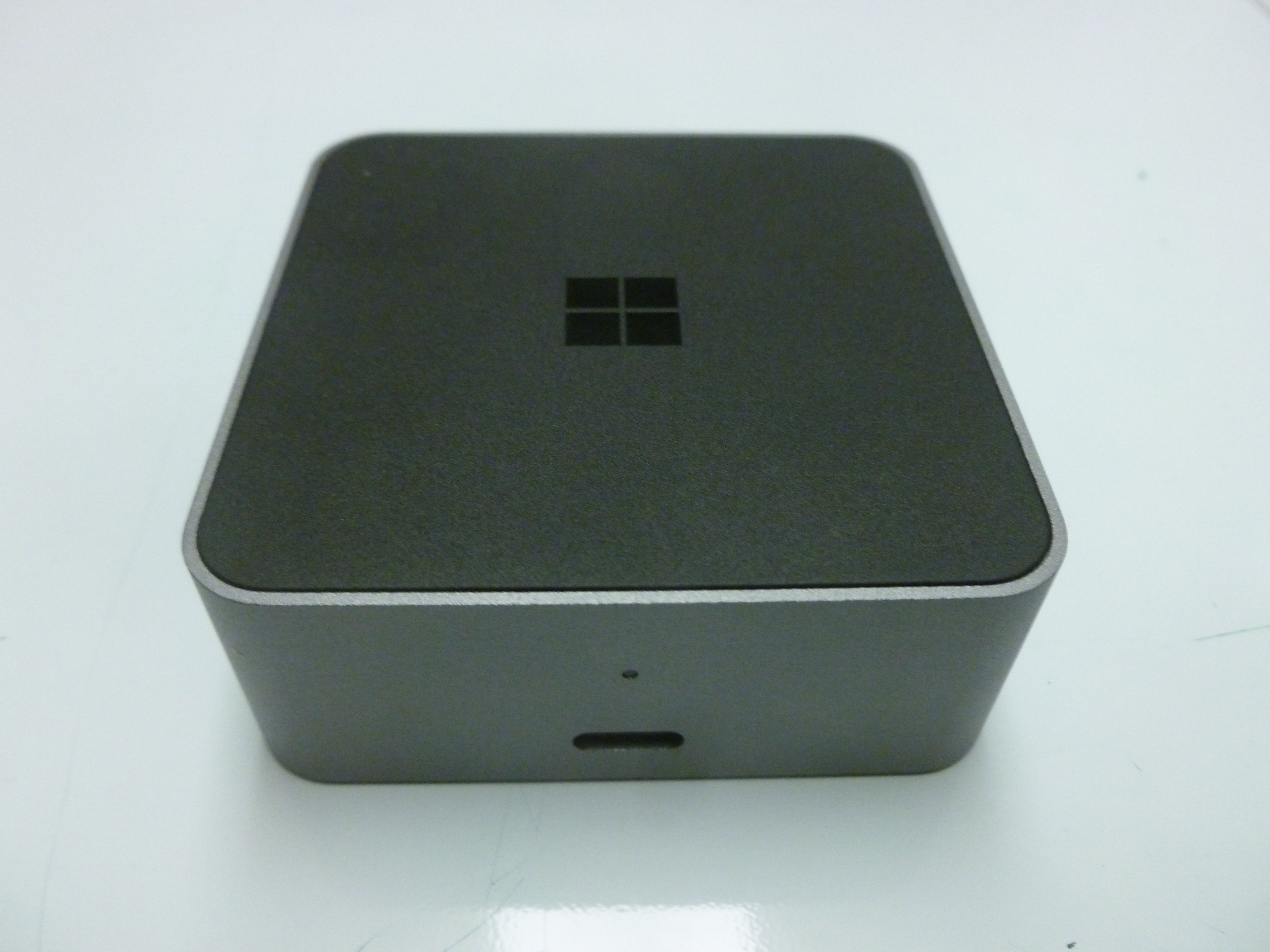
Dokovací stanice Microsoft Display Dock

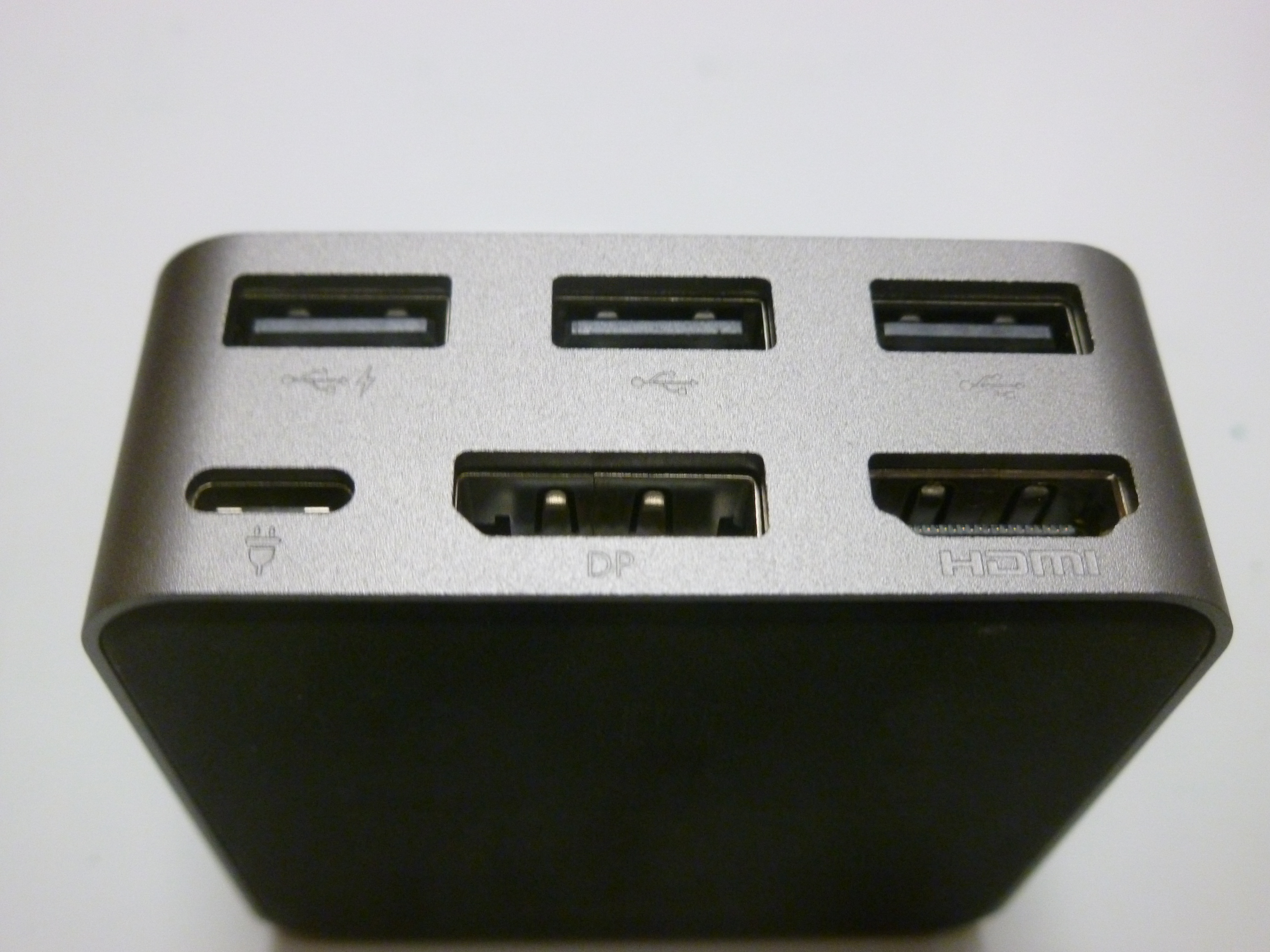
Portová výbava na zadní straně

Microsoft Display Dock (HD-500) je dokovací stanice uvedená na trh Microsoftem v roce 2015. Display dock je určený pro vybraná zařízení s některými verzemi Windows 10. Hlavní využití pro podporovaná zařízení je funkce Continuum, pro ostatní zařízení s Windows funguje jako hub.

## Charakteristika
Display Dock může fungovat s podporovanými zařízeními tak, že rozšíří funkční možnosti chytrého telefonu o prostředí Windows 10 na monitoru. K docku lze připojit klávesnici, myš, tiskárnu a další USB příslušenství.

## Portová výbava
Z přední strany zařízení je umístěn USB-C pro připojení zdrojového zařízení. Na zadní straně jsou tři porty USB-A, HDMI port, DisplayPort a nabíjecí USB-C. Ačkoli jsou na zařízení dva porty pro připojení monitoru, může být aktivní v daný moment pouze jeden z nich. USB-C není k dispozici pro připojení periferií.

## Podporovaná zařízení
Podporované chytré telefony jsou Microsoft Lumia 950 a Lumia 950 XL. Podporované jsou také tablety Surface Go a Surface Book 2.